# Нову-Оризонті
Нову-Оризонті (порт. Novo Horizonte) — муніципалітет у штаті Сан-Паулу, Бразилія. Населення становить 41 414 осіб (2020 р.) на площі 932 км². Нову-Оризонті є центром мікрорегіону Нову-Оризонті з 79 222 жителями. Заснований у 1917 році.
У місті базується футбольний клуб «Греміо Новурізонтіно».